# جمهوری کنگو در المپیک تابستانی ۲۰۲۴
کاروان المپیکی جمهوری کنگو متشکل از ۴ ورزشکار در المپیک ۲۰۲۴ شرکت کرد. این مسابقات از ۲۶ ژوئیه تا ۱۱ اوت ۲۰۲۴ (۵ تا ۲۱ مرداد ۱۴۰۳ خورشیدی) به میزبانی پاریس برگزار شد. نخستین حضور کاروانی از جمهوری کنگو در المپیک به المپیک ۱۹۶۴ در توکیو بازمی‌گردد. آنها از آن دوره تا کنون تنها در دو دوره شرکت نکرده‌اند؛ المپیک ۱۹۶۸ در مکزیکوسیتی و المپیک ۱۹۷۶ در مونترآل. دلیل شرکت نکردن آنها، بایکوت این ادوار توسط آفریقایی‌ها بود.
در پایان این دوره از رقابت‌ها، هیچکدام از ورزشکاران این کاروان موفق به کسب مدال نشدند. بر همین اساس، جمهوری‌کنگو در جدول رده‌بندی المپیک جایی نداشت.

## شرکتٰکنندگان
ورزشکاران کنگویی در رشته‌های زیر به رقابت پرداختند.
| ورزش         | مردان | زنان | مجموع |
| ------------ | ----- | ---- | ----- |
| دو و میدانی  | ۰     | ۱    | ۱     |
| شنا کردن     | ۱     | ۱    | ۲     |
| تنیس روی میز | ۱     | ۰    | ۱     |
| مجموع        | ۲     | ۲    | ۴     |

## دو و میدانی
جمهوری کنگو یک ورزشکار سرعتی را برای مسابقات المپیک در این دوره اعزام کرده بود.
رویدادهای دو
| ورزشکار             | رویداد       | مقدماتی ۱ | مقدماتی ۱ | مقدماتی ۲ | مقدماتی ۲ | نیمه‌نهایی   | نیمه‌نهایی   | نهایی       | نهایی       |
| ورزشکار             | رویداد       | نتیجه     | رتبه      | نتیجه     | رتبه      | نتیجه       | رتبه        | نتیجه       | رتبه        |
| ------------------- | ------------ | --------- | --------- | --------- | --------- | ----------- | ----------- | ----------- | ----------- |
| ناتاچا نگوی آکامابی | ۱۰۰ متر زنان | ۱۱٫۳۴ س   | ۱         | ۱۱٫۳۶     | ۶         | پیشروی نکرد | پیشروی نکرد | پیشروی نکرد | پیشروی نکرد |

## شنا
دو شناگر از جمهوری‌کنگو سهمیه حضور در مسابقات شنای المپیک پاریس را کسب کردند. آنها در نهایت نتوانستند به مدال برسند و در دور مقدماتی حذف شدند.
| ورزشکار      | رویداد            | مقدماتی | مقدماتی | نیمه‌نهایی   | نیمه‌نهایی   | نهایی       | نهایی       |
| ورزشکار      | رویداد            | زمان    | رتبه    | زمان        | رتبه        | زمان        | رتبه        |
| ------------ | ----------------- | ------- | ------- | ----------- | ----------- | ----------- | ----------- |
| فردی مایالا  | ۵۰ متر آزاد مردان | ۲۷٫۵۲   | ۶۵      | پیشروی نکرد | پیشروی نکرد | پیشروی نکرد | پیشروی نکرد |
| ونسا بابیمبو | ۵۰ متر آزاد زنان  | ۳۳٫۰۱   | ۷۳      | پیشروی نکرد | پیشروی نکرد | پیشروی نکرد | پیشروی نکرد |

## تنیس روی میز
پس از ۸ سال، ورزشکاری از جمهوری‌کنگو توانست یک سهمیه را برای مسابقات تنیس‌روی‌میز المپیک کسب کند. آخرین حضور آنها در این رویداد به المپیک ۲۰۱۶ بازمی‌گشت. سعید ایدو از طریق جایگاه جهانی به این مهم دست یافت.
| ورزشکار   | رویداد        | دور ۱                   | دور ۲       | دور ۱۶      | یک‌چهارم‌نهایی | نیمه‌نهایی   | نهایی / مدال برنز | نهایی / مدال برنز |
| ورزشکار   | رویداد        | رقیب نتیجه              | رقیب نتیجه  | رقیب نتیجه  | رقیب نتیجه   | رقیب نتیجه  | رقیب نتیجه        | رتبه              |
| --------- | ------------- | ----------------------- | ----------- | ----------- | ------------ | ----------- | ----------------- | ----------------- |
| سعید ایدو | انفرادی مردان | کالبرگ (SWE) · شکست ۳-۴ | پیشروی نکرد | پیشروی نکرد | پیشروی نکرد  | پیشروی نکرد | پیشروی نکرد       | پیشروی نکرد       |